# Cecorai csata (1595)
Cecorai csata (1595): Az 1593–95-ös oszmán–lengyel háború ütközete a Moldvai Cecoránál (ma Țuțora, Románia) Iași közelében. A csatát Jan Zamoyski litván hetman vezette lengyel–litván–kozák sereg vívta II. Gázi Giráj krími kán vezette török–tatár sereggel szemben 1595. október 19–20-án.
Jan Zamoyski 1595. augusztus 27-én kb. 7300 fős seregével (5000 lovas, 2300 gyalogos) benyomult Moldvába és bevette a besszarábiai Chocim (ma Hotin, Ukrajna) török várat.
II. Gázi Giráj krími kán vezette kb. 25-30 ezer fős oszmán–tatár had Iași közelében ütközött meg Zamoyskival, aki nagy győzelmet aratott felette.
A lengyelek Moldva trónjára Ieremia Movilăt ültették, akit 5 évvel később Vitéz Mihály havasalföldi vajda megtámadott, de a lengyel segítségnek köszönhetően megvédte hatalmát a havasalföldiektől és az újra támadó töröktől is.